# Shailaja Kumar
Shailaja N. Kumar (Hindi शैलजा कुमार; * 17. Januar 1967 in Darjeeling) ist eine ehemalige indische Skirennläuferin.

## Karriere
Kumar wurde in Darjeeling geboren und kam bereits als Kleinkind mit dem Skisport in Berührung. Ihr Vater war Professor am Himalayan Mountaineering Institute. 1986 nahm sie an den ersten Winterasienspielen in Sapporo teil.
Kumar nahm zwei Jahre später als erste indische Frau an Olympischen Winterspielen teil. Bei den Wettkämpfen in Calgary belegte sie den 28. Platz im Slalom, bis heute das beste Ergebnis eines indischen Skirennläufers bei Olympischen Winterspielen. Da die Indian Olympic Association (IOA) kein offiziellen Betreuer nach Calgary entsandt hatte, wurden Kumar und ihre beiden Teamkollegen Gul Dev und Kishor Rahtna Rai von örtlichen Familien unterstützt.
Nach 1988 ist Kumar nicht mehr als Skirennläuferin in Erscheinung getreten.

## Erfolge

### Olympische Winterspiele
- Calgary 1988: 28. Slalom